# Organisation pour la sécurité et la coopération en Europe
Pour les articles homonymes, voir OSCE.
Ne doit pas être confondu avec l’OCDE
L'Organisation pour la sécurité et la coopération en Europe (souvent désignée par son sigle OSCE) est une organisation régionale de sécurité qui a succédé en 1995 à la Conférence sur la sécurité et la coopération en Europe. L’OSCE traite de questions relevant de la coopération entre ses États participants en matière de sécurité et de dimension humaine, telles que la maîtrise des armements, le terrorisme, la bonne gouvernance, la sécurité énergétique, la traite des êtres humains, la démocratisation, la liberté des médias et les minorités nationales. L’OSCE est un acteur essentiel de la sécurité paneuropéenne, en sa qualité de seule institution où la Russie, les États-Unis, le Canada, tous les pays d’Europe et d’Asie centrale, peuvent dialoguer directement dans un cadre multilatéral et sur un pied d’égalité.
L’OSCE est un forum de négociation diplomatique autour d'objectifs et principes énoncés dans l’acte final d'Helsinki de 1975 et des traités ultérieurs sur ses dimensions de sécurité, économique, environnementale et humaine. L'OSCE mène des opérations civiles sur le terrain pour prévenir les conflits ou contribuer à leur règlement, pour aider les États à développer des structures démocratiques, pour protéger les droits de l'homme et plus particulièrement des minorités. À la fin de la décennie 2010, ces opérations concernent plus d'une quinzaine d'États et mobilisent environ trois mille personnes.
L’OSCE est une organisation sui generis. Elle ne repose pas sur un traité constitutif international et ne possède pas une personnalité juridique autonome. Ses décisions supposent un consensus entre ses cinquante-sept États membres, et ne sont contraignantes que sur le plan politique et pas sur le plan juridique.
L’OSCE pâtit dans les années 2000 de l’apparition de nouveaux conflits dans son espace, des difficultés rencontrées dans le règlement des conflits gelés comme dans le domaine de la dimension humaine. Surtout, plusieurs de ses membres occidentaux réduisent leur implication, privilégiant l’OTAN et l’Union européenne, tandis que certains de ses membres orientaux, en particulier la Russie, contestent les contraintes liées aux engagements pris au sein de l’OSCE. Le signe le plus évident de cette marginalisation relative est l’absence de sommet entre 1999 et 2010. Mais l'OSCE occupe une place importante dans les médiations diplomatiques et sur le terrain notamment pour trouver une solution au conflit séparatiste dans le Donbass en Ukraine.

## Origines et rôle de l'OSCE
L'OSCE, née en 1995 de la transformation de la CSCE en une organisation permanente, est la plus grande organisation régionale de sécurité. Son objectif est de garantir la sécurité et la paix de ses 57 États membres couvrant toute l'Europe mais aussi les anciennes républiques d'Asie centrale de l'URSS. Héritage de la guerre froide et de la CSCE, les États-Unis et le Canada en sont également membres ; au XXIe siècle encore, nombreux sont les États européens qui considèrent que leur sécurité est indissociable d'un engagement américain,.

### Périmètre d'activité
L’OSCE se caractérise par son concept global de sécurité qui comprend trois dimensions interdépendantes: la dimension politico-militaire, la dimension économico-environnementale et la dimension humaine. L’OSCE déploie un large éventail d'activités autour de ces trois dimensions, issues des trois « corbeilles » de l'Acte final d'Helsinki de 1975 mais enrichies pour prendre en compte les formes différentes que prennent les conflits :
- dimension politico-militaire : contrôle des armements, désarmement, gestion des frontières, lutte antiterroriste, prévention des conflits et médiation, formation de la police et mise en place de mesures de confiance (MDCS) ;
- dimension économico-environnementale : développement de capacités institutionnelles dans les États membres, conséquences des conflits sur l’environnement ;
- dimension humaine : protection des droits de l’homme, promotion de la démocratie et de l’État de droit, observations électorales, lutte contre la traite des êtres humains et la discrimination, promotion de la liberté des médias.

### Statut et textes fondateurs
L’OSCE est une organisation sui generis. Elle ne repose pas sur un traité constitutif international et ne possède pas une personnalité juridique autonome, ce qui augmente sa flexibilité. Par contre, les décisions reposant sur le principe de consensus ne sont contraignantes que sur le plan politique et non pas juridique.
L'Acte final d'Helsinki demeure le document fondateur de l'Organisation. Trois autres documents précisent les engagements pris par les États participants ainsi que les missions et les institutions de l'OSCE : la Charte de Paris pour une nouvelle Europe, signée lors du sommet de Paris en 1990, la Charte de sécurité européenne signée lors du sommet d'Istanbul de 1999, et la déclaration du sommet d'Astana en 2010.

## Historique des activités de l'OSCE

### Le précurseur: la CSCE (1973-1994)
À l'origine, la Conférence sur la sécurité et la coopération en Europe (CSCE) est un forum de dialogue Est-Ouest réuni dans l'objectif de favoriser la sécurité, la paix et la coopération en Europe, dans le contexte plus général de la détente entre les deux blocs.
La conférence initiale s'ouvre à Helsinki en 1973. Ses travaux se déroulent au sein de trois commissions dont chacune traite d'un grand thème souvent appelé par la suite « corbeille » : questions relatives à la sécurité en Europe, coopération économique, scientifique, technique et environnementale, et coopération dans les domaines humanitaires et autres. La conférence s'achève en 1975 avec la signature de l'Acte final d’Helsinki par les chefs d'État et de gouvernement des trente-cinq États participants.
Les États participants décident de pérenniser le processus multilatéral amorcé par la Conférence via des échanges de vues portant à la fois sur la mise en œuvre des dispositions de l'Acte final, l'approfondissement de leurs relations mutuelles, l'amélioration de la sécurité et le développement de la coopération et du processus de détente en Europe.
Malgré la détérioration du climat Est-Ouest, deux conférences de suite de la CSCE ont lieu, l'une à Belgrade (1977-1978), l'autre à Madrid (1980-1983), cette dernière aboutissant à un accord sur une « Conférence sur les mesures de confiance et de sécurité (MDCS) et sur le désarmement en Europe ».
L'arrivée au pouvoir de Mikhaïl Gorbatchev en URSS relance la CSCE, seul forum de dialogue rassemblant tous les États membres de l'OTAN et du pacte de Varsovie, capable de dépasser la logique des blocs et de fonder une vision européenne commune. La troisième conférence de suite à Vienne (1986-1989) aboutit à un accord sur les droits de l'homme et à la décision de conduire des négociations sur les forces armées conventionnelles en Europe (FCE).
Lors du sommet de Paris en novembre 1990, deux documents importants sont signés : le Traité FCE et la Charte de Paris pour une nouvelle Europe. Celle-ci appelle à une nouvelle ère de démocratie, de paix et d'unité en Europe, dans laquelle la CSCE doit jouer un rôle important. À cet effet, l'instauration d'un Conseil des ministres des Affaires étrangères des États participants à la CSCE est un premier pas vers la transformation de la CSCE en une organisation permanente.
La quatrième réunion sur les suites de la CSCE a lieu à Helsinki de mars à juillet 1992 et se conclut par un sommet des chefs d'État et de gouvernement. L'intitulé du document final adopté le 10 juillet 1992, « Les défis du changement », montre que l'euphorie de 1990 a fait place à une situation contrastée où les progrès de la démocratie n'empêchent ni les difficultés économiques et sociales, ni l'éclatement de conflits armés en Europe même, notamment en Yougoslavie. Les décisions concrètes prises se limitent à franchir une nouvelle étape vers l'institutionnalisation de la CSCE et à prévoir la possibilité que la CSCE mène des opérations de maintien de la paix. Les premières missions de terrain sont déployées fin 1992 dans trois régions de Serbie — Kosovo, Sandžak et Voïvodine —, en Géorgie et en Estonie.
Le sommet de Budapest s'achève le 6 décembre 1994 par la déclaration « Vers un authentique partenariat dans une ère nouvelle » qui consacre la mutation de la CSCE en l'OSCE, organisation de sécurité régionale permanente.

### L'OSCE depuis 1995
L'OSCE naît le 1er janvier 1995. À cette date, elle compte 52 membres, à la suite de l'admission à la CSCE entre 1991 et 1991 des nouveaux États européens issus de la dislocation de l'Union soviétique et de la Yougoslavie. La Macédoine est admise en 1995. En revanche, la République fédérative de Yougoslavie — Serbie et Monténégro — est toujours exclue de toute participation aux activités de l'OSCE. En 1995, les institutions de l'OSCE emploient environ 150 personnes.
L'OSCE déploie des missions d'aide à la prévention ou au règlement des conflits dans une dizaine de pays de l'ex-Yougoslavie ou de l'ex-URSS. Elle conduit aussi des missions d'observation d'élections, comme les élections parlementaires au Kirghizistan de février 1995 ou en Estonie de mars 1995.
En 1996, au titre des Accords de Dayton qui mettent fin à la guerre de Bosnie-Herzégovine, l'OSCE est mandatée pour assurer la mise en œuvre de leur volet de stabilité régionale (Annexe 1-B) relatif à la réduction et au contrôle des armements. Ce mandat prend fin en 2014.
En 1999, le sommet d'Istanbul adopte la Charte de sécurité européenne,, et un accord d'adaptation du traité sur les forces armées conventionnelles en Europe — ou « traité FCE adapté » — rendu nécessaire par les bouleversements intervenus dans le paysage géopolitique et stratégique européen depuis la signature en 1990 du traité initial,.
L'OSCE pâtit dans les années 2000 de l’apparition de nouveaux conflits dans son espace, des difficultés rencontrées dans le règlement des conflits gelés comme dans le domaine de la dimension humaine. Surtout, plusieurs de ses membres occidentaux ont réduit leur attention, privilégiant l’OTAN et l’Union Européenne, tandis que certains de ses membres orientaux, en particulier la Russie, ont contesté les contraintes liées aux engagements pris au sein de l’OSCE. Le signe le plus évident de cette marginalisation relative est l’absence de sommet entre 1999 et 2010.
En 2010, le sommet de l'OSCE se tient à Astana, en dépit de la réticence de nombreux États participants qui doutent des progrès de la démocratie au Kazakhstan. Le communiqué final, intitulé « Déclaration commémorative d’Astana : vers une communauté de sécurité » est l'occasion pour les États membres de renouveler leur « engagement en faveur de la vision d’une communauté de sécurité euro-atlantique et eurasienne, libre, démocratique, unie et indivisible, de Vancouver à Vladivostok », et de réaffirmer « la validité des principes sur lesquels repose cette Organisation » tels que définis par l'Acte final d'Helsinki et la Charte de Paris. Cette déclaration ne vient en pratique pas renforcer l'influence et les moyens d'action de l'OSCE,.
En 2014, l'OSCE est mandatée pour intervenir dans la crise ukrainienne : le 3 mars, le gouvernement ukrainien demande le déploiement d’une mission de l'OSCE ; trente États de l’OSCE envoient 56 militaires non armés et civils en Ukraine pour des activités de vérification militaire au titre du Document de Vienne 2011, puis, le Conseil permanent décide d’envoyer une mission spéciale d’observation en Ukraine. Le 25 mai 2014, Petro Porochenko est élu Président de l’Ukraine ; plus de mille observateurs et de cent parlementaires de l’OSCE observent les bureaux de vote. Après les élections, le Groupe de contact trilatéral sur l’Ukraine est créé, il inclut des représentants de la Russie, de l’Ukraine et de l’OSCE. En septembre 2014, à l’issue de pourparlers facilités par l'OSCE présidée alors par la Suisse, l’Ukraine et les sécessionnistes des oblasts de Donetsk et de Louhansk signent le Protocole de Minsk en faveur d’un cessez-le-feu, la France et l'Allemagne sont désignées comme garants du gouvernement de Kiev, et la Russie des oblasts de Donetsk et Louhansk. Fin décembre, la Mission spéciale d'observation de l'OSCE dispose de 361 observateurs, détachés en Ukraine par quarante-deux États participants.

## Activités de l'OSCE
Les activités de l'OSCE en faveur de la sécurité globale en Europe se déploient principalement dans une dimension politico-militaire, mais aussi dans les dimensions économico-environnementale et humaine.

### Mesures de confiance et de sécurité
Le Document de Vienne sur les mesures de confiance et de sécurité (MDCS) a été établi en 1990 entre les États participants de l'OSCE et a été mis à jour en 1992, 1994, 1999 et 2011. Politiquement contraignant, ce document vise à renforcer la transparence en ce qui concerne les activités militaires au moyen de l'échange annuel d'informations militaires et de calendriers annuels, de l'échange de données spécifiques relatives aux systèmes d'armes, d'informations sur les plans de déploiement des principaux systèmes d'armes et d'équipements, d'un mécanisme de consultation et de coopération concernant les activités militaires inhabituelles et de la notification préalable et l'observation de certaines activités militaires, comme les manœuvres.

### Missions et opérations de terrain
Les opérations de terrain de l'OSCE répondent à une grande variété d'objectifs. Certaines visent à renforcer la démocratie et les droits de l'homme par des initiatives consistant à appuyer des réformes législatives, les droits des minorités nationales, l’État de droit et la liberté des médias, à promouvoir la tolérance et la non-discrimination. D'autres opérations contribuent à l’alerte précoce et à la prévention des conflits, ou au suivi des développements sur le terrain et à la gestion post-conflit,.
L'OSCE déploie en 2018 ses missions dans trois zones de l'Europe :
- Europe du Sud-Est (ou Balkans) : Albanie et États de la dislocation de la Yougoslavie où la guerre sévit dans les années 1990 : Bosnie-Herzégovine, Kosovo, Macédoine, Monténégro, Serbie ;
- Europe de l'Est : en Ukraine (Mission spéciale d'observation de l'OSCE en Ukraine) essentiellement, mais aussi en Moldavie ;
- Asie centrale, dans les anciennes républiques de l'URSS : Kazakhstan, Kirghizistan, Ouzbékistan, Tadjikistan, Turkménistan.

Ces opérations sont dotées de mandats sur mesure, convenus par consensus des États participants. Les opérations de terrain ne sont mises en place qu’avec l’accord du pays hôte.
| État               | Année mandat | Effectif | Mission |
| ------------------ | ------------ | -------- | --- |
| Ukraine            | 2014         | 1 398    | Mission spéciale d’observation en Ukraine (MSO) : mission civile non armée présente sur le terrain 24 heures sur 24 et sept jours sur sept dans toutes les régions, pour observer la situation en Ukraine. L'OSCE assure aussi une mission d’observation aux postes de contrôle russes de Goukovo et de Donetsk.                                                                                           |
| Serbie / Kosovo    | 1999         | 504      | Mission couvrant un vaste éventail d’activités : renforcement des institutions démocratiques, promotion des droits de l’homme et de l’état de droit, protection des droits des communautés, renforcement des institutions de justice et de police. |
| Bosnie-Herzégovine | 1995         | 323      | Mission résultant des Accords de Dayton dans l'objectif de promouvoir la stabilité et la réconciliation intérieure, et de favoriser l'intégration régionale du pays : contrôle et élimination des armes, renforcement des institutions démocratiques, promotion des droits de l’homme et de l’état de droit, protection des droits des communautés, renforcement des institutions de justice et de police. |
| Tadjikistan        | 1993         | 178      | Le Bureau du programme de l'OSCE à Douchanbé participe à un large éventail d'activités, allant des projets de maîtrise des armements, de lutte contre le terrorisme et de gestion des frontières au soutien des marchés transfrontaliers et des zones économiques franches, des droits de l'homme, du développement des médias et des initiatives de réforme juridique.                                    |
| Macédoine          | 1992         | 154      | Mission visant à favoriser les relations interethniques et la mise en œuvre des Accords d'Ohrid de 2001 : lutte contre la discrimination, éducation, décentralisation, représentation équitable, réforme des élections, de la police, de la gouvernance locale et de la magistrature. |

Historiquement, les premières missions sont déployées en Europe dès 1992 par décision de la CSCE. Les premières missions de terrain sont déployées fin 1992 dans trois régions de Serbie — Kosovo, Sandžak et Voïvodine —, en Géorgie et en Estonie.

## Limites de l'Organisation et critiques
L’OSCE reste un acteur essentiel de la sécurité paneuropéenne, en sa qualité de seule institution de sécurité européenne où la Russie, les États-Unis, le Canada, tous les pays d’Europe et d’Asie centrale, peuvent dialoguer directement dans un cadre multilatéral et sur un pied d’égalité. L’ONU a reconnu l’OSCE comme organisation régionale à même de la décharger par exemple dans le domaine de la prévention des conflits.
Cependant, l’OSCE souffre depuis le début des années 2000 d'une perte d’importance qui s’explique par la concurrence d’autres Organisations multilatérales, le regain de tensions entre la Russie et les Occidentaux, et enfin ses faiblesses intrinsèques.

### Concurrence de l'OTAN, de l'UE et du Conseil de l'Europe
L’architecture européenne de sécurité a changé, ce qui a fait perdre de l’attrait à l’OSCE. De nombreux États ont adhéré à l'OTAN et à l'Union européenne qui peuvent offrir à leurs membres des garanties dans le domaine de la sécurité et une puissance économique et financière bien supérieures aux capacités de l'OSCE. L’UE et l’OTAN ont en outre créé des possibilités d’association élargies, ce qui a fait perdre de l’importance au caractère global de l’OSCE. Sur la plupart de ses activités, l'OSCE souffre de la concurrence de l'Union européenne et de l'OTAN dont les moyens sont plus importants et dont les décisions ne sont pas soumises à un consensus avec la Russie. Avec la mise en place d’une Politique de sécurité et de défense commune (PSDC), l'UE est devenue active dans des domaines qui passaient avant pour des compétences centrales de l’OSCE, comme l’observation des élections, la médiation ou les missions sur le terrain. La Mission d'observation de l'Union européenne en Géorgie (EUMM Géorgie) ou la Mission de police de l'Union européenne en Bosnie-et-Herzégovine (en) en sont des illustrations concrètes.
Le recouvrement des activités existe aussi avec le Conseil de l’Europe, surtout dans le domaine de la dimension humaine, par exemple sur les questions de promotion des droits de l’homme et de la démocratie. Les deux institutions ont toutefois établi des mécanismes de coordination.

### Regain des tensions entre la Russie et les Occidentaux
La Russie considère que la stratégie coopérative des années 1990 avec l'Ouest a échoué et que l'élargissement de l'OTAN et ses plans en matière de défense antimissile ignorent la sphère d'influence légitime russe et ses intérêts sécuritaires. La crise ukrainienne, les désaccords au Moyen-Orient détériorent encore depuis 2014 les relations de Moscou avec Washington et les grandes capitales européennes.
À l'égard de l'OSCE, la Russie formule plusieurs critiques. La dimension humaine serait trop privilégiée, aux dépens de la dimension politico-militaire ; l’OSCE interprèterait le champ de tension entre la souveraineté étatique (intégrité territoriale, non-intervention, frontières inviolables) et les droits fondamentaux des êtres humains dans un sens trop favorable à ces derniers. L'OSCE est aussi critiquée par la Russie pour son ingérence dans les affaires intérieures de certains pays de l'ex-URSS, et son soutien aux révolutions de couleur. Dimitrij Rupel, président en exercice de l'OSCE en 2005, affirme que les accusations sur l'implication de l'organisation dans les révolutions de couleur « n'ont rien à voir avec la réalité ». Une autre critique est que l'équilibre géographique de l'engagement de l'OSCE a disparu : l'OSCE n'intervient quasiment qu'« à l'est de Vienne » bien qu'il y ait aussi des thèmes importants « à l'ouest de Vienne », par exemple au Pays basque ou en Irlande du Nord.
Intervenant le 10 février 2007 à Munich devant la Conférence sur la sécurité, Vladimir Poutine critique vivement l'OSCE devenue selon lui un instrument vulgaire servant à imposer les intérêts de certains États occidentaux.
L'OSCE a été victime d'une attaque informatique majeure attribuée à la Russie au début du mois de décembre 2016. L'attaque a été révélée le 27 décembre 2016 de la même année. Les services de renseignements occidentaux ont attribué cette attaque a Fancy Bear qui est un groupe de hackers probablement lié au renseignement militaire russe (GRU).
Victor-Yves Ghebali, professeur honoraire à l'IHEID à Genève et grand expert de l'OSCE, pointe du doigt la « molesse » et la « complaisance » des Occidentaux vis-à-vis de la Russie, notamment dans le cadre de conflits gelés de l'espace post-soviétique. Il relève en effet que dans la question de Transnistrie, d'Ossétie du Sud et d'Abkhazie, les pays de l'Union européenne et les États-Unis « se sont abstenus de tout blâme vis-à-vis de Moscou », « ont régulièrement reconnu la « contribution positive » apportée par la Russie à la stabilité [de ces régions] », « ont évité de reprocher à la Russie le non-respect des engagements pris lors du Sommet d'Istanbul (1999) de retirer ses troupes de Moldavie et ses bases de Géorgie », « n'ont pas hésité à faire usage de la pression pour obliger Chisinau et Tbilissi à retirer des amendements critiquant Moscou lors de certaines réunions ministérielles de l'OSCE », « n'ont pas cessé de cautionner des « médiations » [russes] dont ils connaissaient pertinemment l'inanité et, par là même, d'entraîner l'OSCE (et l'ONU pour ce qui est de l'Abkhazie) dans un jeu de dupes sans issue ».
Jeudi 30 Novembre et vendredi 1er décembre 2023, le conseil ministériel de l'OSCE est organisé à Skopje, capitale de la Macédoine du Nord. À cette occasion, le ministre des Affaires étrangères russe Sergueï Lavrov fait le déplacement. Mais sa présence est critiquée par les ministres des Affaires étrangères estonien,  letton, lituanien, polonais et ukrainien qui décident de boycotter cette réunion estimant que dans le contexte de guerre russo-ukrainienne,  la présence de Sergueï Lavrov « risque de légitimer l'agresseur qu'est la Russie en tant que membre à part entière de notre communauté de nations libres » selon un communiqué commun ,,.

### Faiblesses intrinsèques
L'OSCE ne dispose d'aucune force pour faire appliquer ses délibérations, et l'OTAN ou les forces russes restent les bras armés assurant la sécurité dans toute la région. Le rôle de l'Organisation est plus celui d'une organisation politique au sens strict, que celui d'une organisation chargée de veiller à la sécurité de l'Europe. L'OSCE s'est avérée incapable de prévenir les conflits armés meurtriers dans les Balkans, au Caucase et en Asie centrale. Ses principaux succès, les missions au Kosovo, en Croatie et en Bosnie sont anciens. Dans les « conflits gelés », par exemple en Transnistrie et au Nagorny Karabakh où l’OSCE est active depuis longtemps, aucun succès n’est en vue. Et le travail de fond que le BIDDH et le HCNM réalisent ne suscite que peu d’attention publique.
Par ailleurs, depuis la fin de la guerre froide l'OSCE a considérablement élargi l’éventail de ses activités alors que ses moyens restent limités : de la prévention des conflits à la promotion de la liberté des médias et du commerce en passant par la lutte contre le terrorisme et la traite des êtres humains, l’OSCE s’engage dans les domaines les plus divers au risque d’une dispersion de fond.
En matière de sécurité, l'action de l'OSCE est freinée par les conflits d'intérêts et le manque de coordination militaire entre les pays participant notamment en Asie centrale, et le mode de traitement égalitaire des voix dans l'OSCE, indépendamment des participations respectives.

## La structure de l'OSCE

### Organes décisionnels

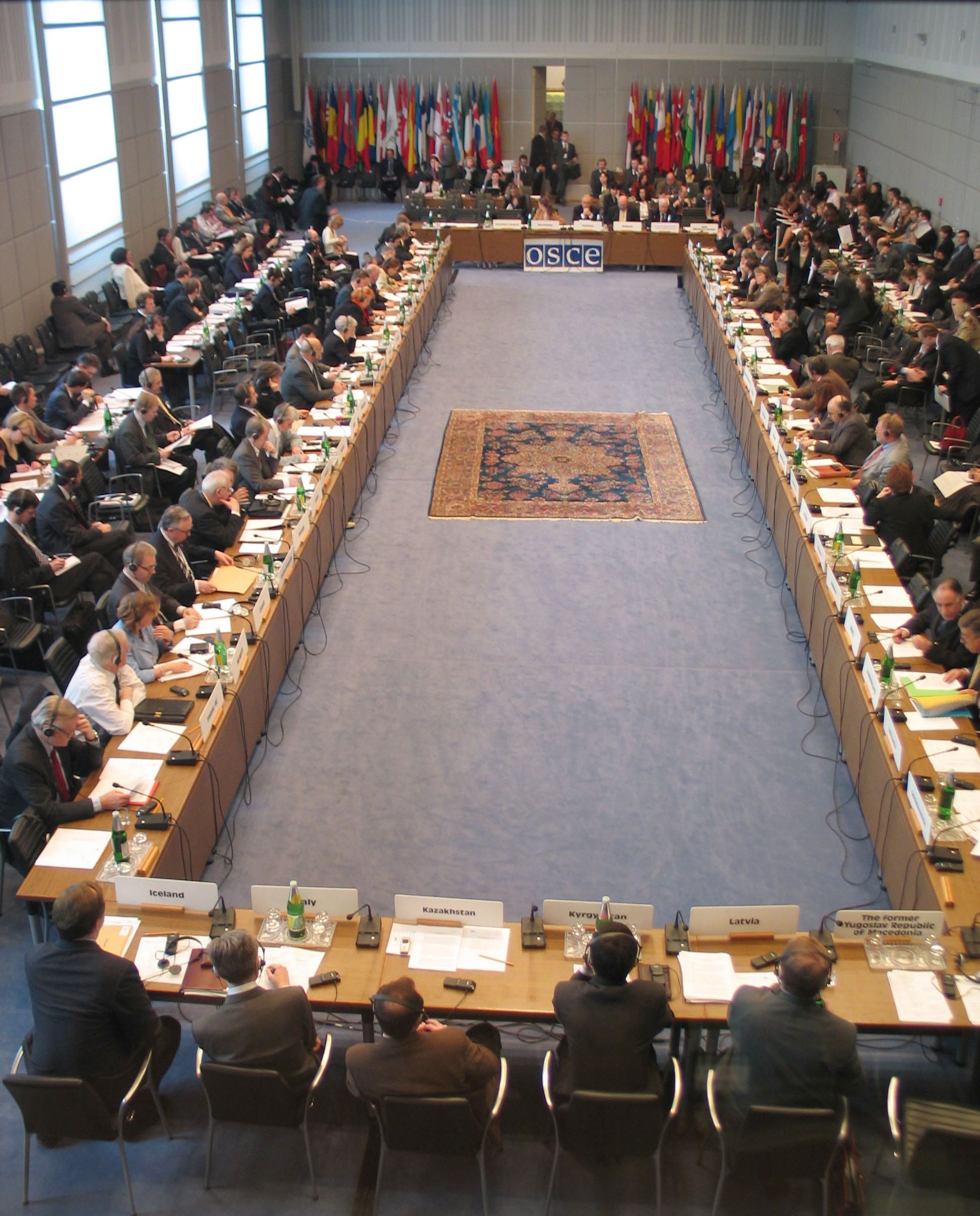
Réunion du Conseil permanent à la Hofburg, Vienne, 2005.

Plusieurs instances participent aux processus décisionnels au sein de l'OSCE.

#### Sommet
Le sommet des chefs d’État ou de gouvernement des États participants de l’OSCE est l'instance où sont fixées les priorités et les orientations au niveau politique le plus élevé. Trois sommets ont eu lieu depuis celui de 1994 à Budapest : à Lisbonne en 1996, à Istanbul en 1999 et à Astana en 2010.

#### Conseil ministériel
Le Conseil ministériel est la réunion annuelle des ministres des 57 États participants de l’OSCE. Il est l’organe décisionnel et directeur central de l’Organisation. Le Conseil ministériel a été instauré en 1990 par la Charte de Paris pour une Nouvelle Europe.

#### Conseil permanent
Le Conseil permanent est le principal organe permanent de l’OSCE chargé des consultations et de la prise de décisions sur le plan politique. Ses membres, les ambassadeurs en Autriche des 57 États participants, se réunissent une fois par semaine au Centre des congrès de la Hofburg à Vienne pour examiner toutes les questions ayant trait à l’OSCE, prendre les décisions appropriées et réagir à l’actualité de l’organisation. Parfois très animé, le Conseil permanent est souvent le reflet des divergences qui opposent États-Unis, Union européenne et fédération de Russie, notamment sur les questions intéressant la dimension humaine.

#### Assemblée parlementaire
L'Assemblée parlementaire de l'OSCE, basée à Copenhague et composée de 320 membres (dont treize représentants de l'Assemblée nationale française et du Sénat français), tient deux sessions par an et adopte des résolutions dans les domaines de compétence de l'OSCE. Son président est élu pour un mandat d'un an renouvelable une fois.

#### Présidence
| Année | Pays              | Présidence                                                                              |
| ----- | ----------------- | --------------------------------------------------------------------------------------- |
| 1991  | Allemagne         | Hans-Dietrich Genscher (à partir de juin)                                               |
| 1992  | Tchécoslovaquie   | Jiří Dienstbier (jusqu'au 2 juillet) ; Jozef Moravčík (à partir du 3 juillet)           |
| 1993  | Suède             | Margaretha af Ugglas                                                                    |
| 1994  | Italie            | Beniamino Andreatta (jusqu'au 11 mai) ; Antonio Martino (à partir du 12 mai)            |
| 1995  | Hongrie           | László Kovács                                                                           |
| 1996  | Suisse            | Flavio Cotti                                                                            |
| 1997  | Danemark          | Niels Helveg Petersen                                                                   |
| 1998  | Pologne           | Bronisław Geremek                                                                       |
| 1999  | Norvège           | Knut Vollebæk                                                                           |
| 2000  | Autriche          | Wolfgang Schüssel (jusqu'au 4 février) ; Benita Ferrero-Waldner (à partir du 5 février) |
| 2001  | Roumanie          | Mircea Geoană                                                                           |
| 2002  | Portugal          | Jaime Gama (jusqu'au 6 avril); António Martins da Cruz (à partir du 7 avril)            |
| 2003  | Pays-Bas          | Jaap de Hoop Scheffer (jusqu'au 3 décembre) ; Bernard Bot (à partir du 4 décembre)      |
| 2004  | Bulgarie          | Solomon Passi                                                                           |
| 2005  | Slovénie          | Dimitrij Rupel                                                                          |
| 2006  | Belgique          | Karel De Gucht                                                                          |
| 2007  | Espagne           | Miguel Ángel Moratinos                                                                  |
| 2008  | Finlande          | Ilkka Kanerva (jusqu'au 4 avril) ; Alexander Stubb (à partir du 5 avril)                |
| 2009  | Grèce             | Dora Bakoyannis (jusqu'au 5 octobre) ; Georges Papandréou (à partir du 6 octobre)       |
| 2010  | Kazakhstan        | Kanat Saudabayev (en)                                                                   |
| 2011  | Lituanie          | Audronius Ažubalis                                                                      |
| 2012  | Irlande           | Eamon Gilmore                                                                           |
| 2013  | Ukraine           | Leonid Kozhara                                                                          |
| 2014  | Suisse            | Didier Burkhalter                                                                       |
| 2015  | Serbie            | Ivica Dačić                                                                             |
| 2016  | Allemagne         | Frank-Walter Steinmeier                                                                 |
| 2017  | Autriche          | Sebastian Kurz (jusqu'au 18 décembre) ; Karin Kneissl (à partir du 19 décembre)         |
| 2018  | Italie            | Angelino Alfano (jusqu'au 1er juin) ; Enzo Moavero Milanesi (à partir du 2 juin)        |
| 2019  | Slovaquie         | Miroslav Lajčák                                                                         |
| 2020  | Albanie           | Edi Rama                                                                                |
| 2021  | Suède             | Ann Linde                                                                               |
| 2022  | Pologne           | Zbigniew Rau                                                                            |
| 2023  | Macédoine du Nord | Bujar Osmani                                                                            |
| 2024  | Malte             | Ian Borg                                                                                |
| 2025  | Finlande          | Elina Valtonen                                                                          |
| 2026  | Suisse            | Ignazio Cassis                                                                          |

Chaque année, un État participant différent détient la présidence de l’OSCE, le ministre des Affaires étrangères du pays désigné, occupant la fonction de président en exercice. La présidence coordonne la prise de décision et fixe les priorités de l’OSCE durant l’année de son mandat. De fait, aucun membre permanent du Conseil de sécurité de l'ONU (États-Unis, France, Royaume-Uni, fédération de Russie) ne peut prendre la présidence de l'Organisation. Le président forme, avec son prédécesseur et son successeur désigné, la « Troïka » qui veille à la continuité.
Le président en exercice nomme des représentants personnels qui sont chargés de contribuer à la prévention et à la gestion des conflits dans la région de l’OSCE, d’assurer la coordination dans des domaines particuliers tels que les questions liées au genre et à la jeunesse et de promouvoir la tolérance et la non-discrimination.

### Structures exécutives
L’OSCE dispose en outre de structures exécutives chargées de préparer les décisions et d'en assurer la mise en œuvre.

#### Secrétariat général
Comme toute organisation internationale, l'OSCE dispose d'un secrétariat général. Élu pour un mandat de trois ans par le conseil ministériel, le secrétaire général dirige le secrétariat qui comprend, concernant la Dimension humaine, le BIDDH, le HCMN et le Représentant pour la liberté des médias.

##### Liste des secrétaires généraux de l'OSCE
- 1993-1996 :  Wilhelm Höynck
- 1996-1999 :  Giancarlo Aragona
- 1999-2005 :  Ján Kubiš
- 2005-2011 :  Marc Perrin de Brichambaut
- 2011-2017 :  Lamberto Zannier
- 2017-2020 :  Thomas Greminger
- 2020-2024 :  Helga Schmid
- Depuis 2024 :  Feridun Sinirlioğlu

#### Bureau des institutions démocratiques et des droits de l’homme (BIDDH)

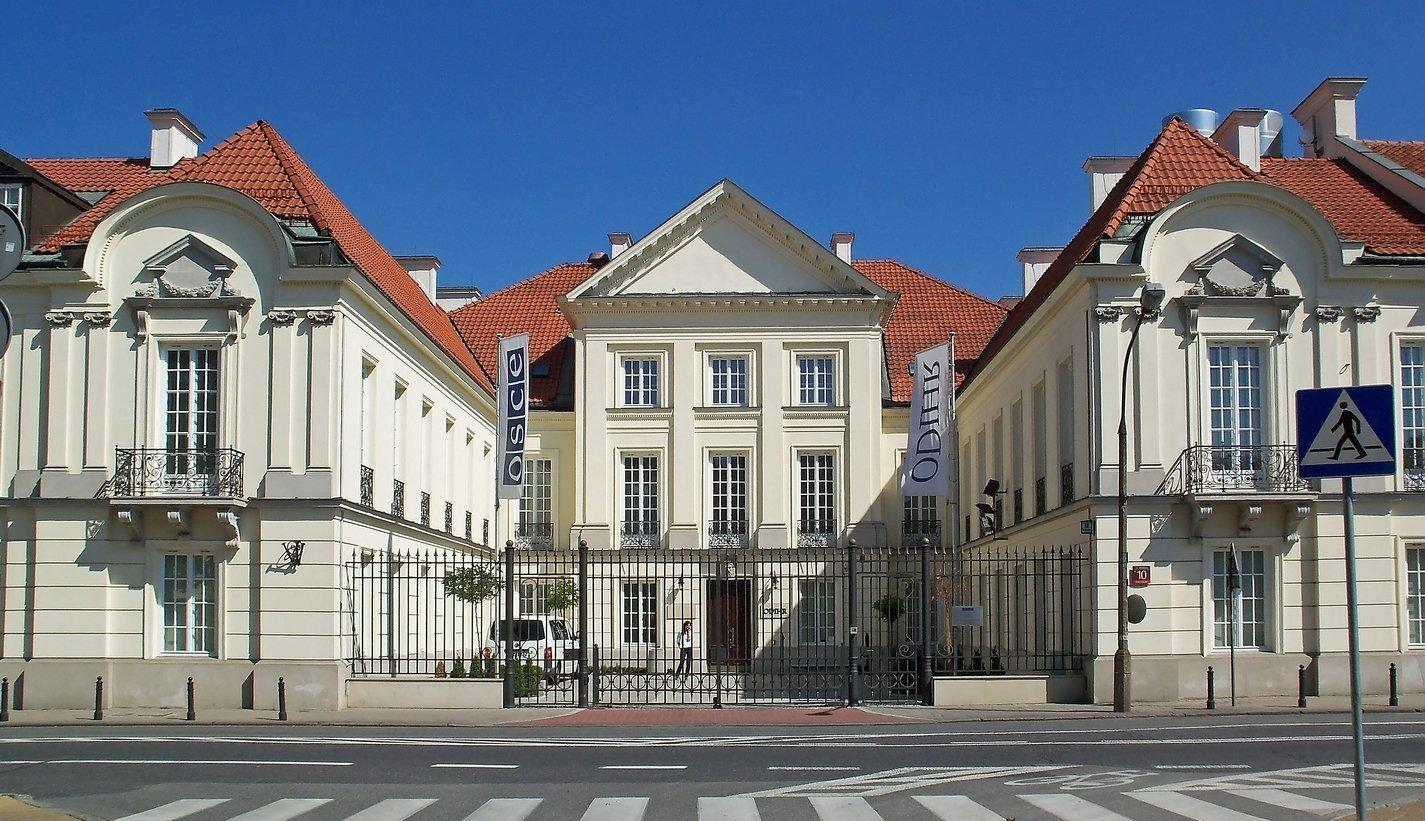
Bureau des institutions démocratiques et des droits de l’homme (BIDDH).

Le Bureau des institutions démocratiques et des droits de l'homme (BIDDH) de l’OSCE fournit un soutien, une assistance et des avis d’experts aux États participants et à la société civile aux fins de promouvoir la démocratie, l’état de droit, les droits de l’homme ainsi que la tolérance et la non‑discrimination. L'institution est particulièrement active en matière d'observation internationale des élections dans l'ensemble des États participants de l'OSCE ainsi qu'en Afghanistan.
Le BIDDH est basé à Varsovie et dirigé par Maria Telalian depuis 2024.

#### Haut-Commissaire pour les minorités nationales
Le Haut-Commissaire pour les minorités nationales (HCMN) intervient dans une situation donnée si des tensions impliquant des minorités nationales sont susceptibles de dégénérer en conflit. Ses activités consistent en grande partie à identifier les causes des tensions et des conflits ethniques et à s’attaquer à ces causes.
Le HCMN est basé à La Haye. Le titulaire de ce poste est le néerlandais Christophe Kamp depuis 2024.

#### Représentant pour la liberté des médias
Le représentant de l'OSCE pour la liberté des médias effectue d'une part le suivi de l’évolution de la situation des médias dans le cadre d’une fonction d’alerte précoce et, d'autre part, la fourniture d’une aide aux États participants pour qu’ils respectent leurs engagements en faveur de la liberté d’expression et de la liberté des médias.
Le poste est occupé depuis le 6 décembre 2024 par le norvégien Jan Braathu. Il est à Vienne dans des locaux qui jouxtent ceux du secrétariat de l’OSCE à Vienne.

### Moyens
Selon le rapport annuel 2018 de l'OSCE, le budget de l'Organisation est de 138 millions d'euros auquel l'Allemagne, la France, l'Italie, le Royaume-Uni et les États-Unis participent chacun à plus de 10 %. La contribution de la Russie est de 4 % du budget. En sus de ce budget, certains États participants versent des contributions volontaires supplémentaires pour un total de 41 millions d'euros allouées aux missions de terrain. Les effectifs de l'OSCE sont de 3 600 personnels dont 3 000 personnels affectés aux missions.

## États participants

### États membres
Cinquante-sept États sont membres de l'OSCE. Tous les pays d'Europe en sont membres sans exception. Tous les États de l'Union européenne et de l'Otan en sont également membres.
| État               | Admission         | Signature de l’Acte final d’Helsinki | Signature de la Charte de Paris |
| ------------------ | ----------------- | ------------------------------------ | ------------------------------- |
| Albanie            | 19 juin 1991      | 16 septembre 1991                    | 17 septembre 1991               |
| Allemagne          | 25 juin 1973      | 1er août 1975                        | 21 novembre 1990                |
| Andorre            | 25 avril 1996     | 10 novembre 1999                     | 17 février 1998                 |
| Arménie            | 30 janvier 1992   | 8 juillet 1992                       | 17 avril 1992                   |
| Autriche           | 25 juin 1973      | 1er août 1975                        | 21 novembre 1990                |
| Azerbaïdjan        | 30 janvier 1992   | 8 juillet 1992                       | 23 décembre 1993                |
| Belgique           | 25 juin 1973      | 1er août 1975                        | 21 novembre 1990                |
| Biélorussie        | 30 janvier 1992   | 26 février 1992                      | 8 avril 1993                    |
| Bosnie-Herzégovine | 30 avril 1992     | 8 juillet 1992                       | -                               |
| Bulgarie           | 25 juin 1973      | 1er août 1975                        | 21 novembre 1990                |
| Canada             | 25 juin 1973      | 1er août 1975                        | 21 novembre 1990                |
| Chypre             | 25 juin 1973      | 1er août 1975                        | 21 novembre 1990                |
| Croatie            | 24 mars 1992      | 8 juillet 1992                       | -                               |
| Danemark           | 25 juin 1973      | 1er août 1975                        | 21 novembre 1990                |
| Espagne            | 25 juin 1973      | 1er août 1975                        | 21 novembre 1990                |
| Estonie            | 10 septembre 1991 | 14 octobre 1992                      | 6 décembre 1991                 |
| États-Unis         | 25 juin 1973      | 1er août 1975                        | 21 novembre 1990                |
| Finlande           | 25 juin 1973      | 1er août 1975                        | 21 novembre 1990                |
| France             | 25 juin 1973      | 1er août 1975                        | 21 novembre 1990                |
| Géorgie            | 24 mars 1992      | 8 juillet 1992                       | 21 janvier 1994                 |
| Grèce              | 25 juin 1973      | 1er août 1975                        | 21 novembre 1990                |
| Hongrie            | 25 juin 1973      | 1er août 1975                        | 21 novembre 1990                |
| Irlande            | 25 juin 1973      | 1er août 1975                        | 21 novembre 1990                |
| Islande            | 25 juin 1973      | 1er août 1975                        | 21 novembre 1990                |
| Italie             | 25 juin 1973      | 1er août 1975                        | 21 novembre 1990                |
| Kazakhstan         | 30 janvier 1992   | 8 juillet 1992                       | 23 septembre 1992               |
| Kirghizistan       | 30 janvier 1992   | 8 juillet 1992                       | 3 juin 1994                     |
| Lettonie           | 10 septembre 1991 | 14 octobre 1991                      | 6 décembre 1991                 |
| Liechtenstein      | 25 juin 1973      | 1er août 1975                        | 21 novembre 1990                |
| Lituanie           | 10 septembre 1991 | 14 octobre 1991                      | 6 décembre 1991                 |
| Luxembourg         | 25 juin 1973      | 1er août 1975                        | 21 novembre 1990                |
| Macédoine          | 12 octobre 1995   | -                                    | -                               |
| Malte              | 25 juin 1973      | 1er août 1975                        | 21 novembre 1990                |
| Moldavie           | 30 janvier 1992   | 26 février 1992                      | 29 janvier 1993                 |
| Monaco             | 25 juin 1973      | 1er août 1975                        | 21 novembre 1990                |
| Mongolie           | 22 novembre 2012  | -                                    | -                               |
| Monténégro         | 22 juin 2006      | 1er septembre 2006                   | -                               |
| Norvège            | 25 juin 1973      | 1er août 1975                        | 21 novembre 1990                |
| Ouzbékistan        | 30 janvier 1992   | 26 février 1992                      | 27 octobre 1993                 |
| Pays-Bas           | 25 juin 1973      | 1er août 1975                        | 21 novembre 1990                |
| Pologne            | 25 juin 1973      | 1er août 1975                        | 21 novembre 1990                |
| Portugal           | 25 juin 1973      | 1er août 1975                        | 21 novembre 1990                |
| République tchèque | 1er janvier 1993  | -                                    | -                               |
| Roumanie           | 25 juin 1973      | 1er août 1975                        | 21 novembre 1990                |
| Royaume-Uni        | 25 juin 1973      | 1er août 1975                        | 21 novembre 1990                |
| Russie             | 25 juin 1973      | 1er août 1975                        | 21 novembre 1990                |
| Saint-Marin        | 25 juin 1973      | 1er août 1975                        | 21 novembre 1990                |
| Serbie             | 10 novembre 2000  | -                                    | -                               |
| Slovaquie          | 1er janvier 1993  | -                                    | -                               |
| Slovénie           | 24 mars 1992      | 8 juillet 1992                       | 8 mars 1993                     |
| Suède              | 25 juin 1973      | 1er août 1975                        | 21 novembre 1990                |
| Suisse             | 25 juin 1973      | 1er août 1975                        | 21 novembre 1990                |
| Tadjikistan        | 30 janvier 1992   | 26 février 1992                      | -                               |
| Turkménistan       | 30 janvier 1992   | 8 juillet 1992                       | -                               |
| Turquie            | 25 juin 1973      | 1er août 1975                        | 21 novembre 1990                |
| Ukraine            | 30 janvier 1992   | 26 février 1992                      | 16 juin 1992                    |
| Vatican            | 25 juin 1973      | 1er août 1975                        | 21 novembre 1990                |

### Partenaires pour la coopération
La sécurité dans l’espace de l’OSCE est liée à celle des régions voisines et peut être renforcée grâce au dialogue et à une communauté de normes, d’engagements et d’expertise. Aussi, l’OSCE entretient-elle des relations privilégiées avec onze partenaires asiatiques, méditerranéens et océaniens pour la coopération, en vue de mieux répondre aux défis de sécurité communs.
| États méditerranéens                                     | Asie                                                                         | Océanie            |
| -------------------------------------------------------- | ---------------------------------------------------------------------------- | ------------------ |
| - Algérie - Égypte - Israël - Jordanie - Maroc - Tunisie | - Japon (1992) - Corée du Sud (1994) - Thaïlande (2000) - Afghanistan (2003) | - Australie (2009) |

#### Documents officiels de la CSCE et de l'OSCE
- Conférence sur la sécurité et la coopération en Europe, Acte final d’Helsinki, 1er août 1975, 68 p. (lire en ligne).

#### Ouvrages
- Jacques Andréani, Le piège : Helsinki et la chute du communisme, Editions Odile Jacob, 15 septembre 2005, 272 p. (ISBN 978-2-7381-1648-2, lire en ligne).
- Nicolas Badalassi, En finir avec la guerre froide : La France, l'Europe et le processus d'Helsinki, 1965-1975, Rennes, Presses universitaires de Rennes, 2014, 442 p. (ISBN 978-2-7535-3368-4, lire en ligne).
- Emmanuel Decaux, La Conférence sur la sécurité et la coopération en Europe (CSCE), Presses universitaires de France, coll. « Que sais-je ? », 1er mars 1992, 128 p. (ISBN 978-2-13-044547-0).
- Jean-Baptiste Duroselle et André Kaspi, Histoire des relations internationales, Malakoff, Armand Colin, 20 septembre 2017, 16e éd., 688 p. (ISBN 978-2-200-60174-4).
- Eric Remacle, LA CSCE : Mutations et perspectives d'une institution paneuropéenne, vol. 1348-1349, CRISP, 1992 (ISSN 0008-9664, DOI 10.3917/cris.1348.0001, lire en ligne), chap. 3

#### Articles
- Victor-Yves Ghebali, « Après la conférence de Budapest: l'Organisation pour la sécurité et la coopération en Europe (OCSE) », Revue de l'OTAN,‎ janvier 1995 (lire en ligne).
- Jacques Vernant, « La conférence sur la sécurité et la coopération en Europe », Politique étrangère,‎ 1973 (lire en ligne).